# Quentin Matsys

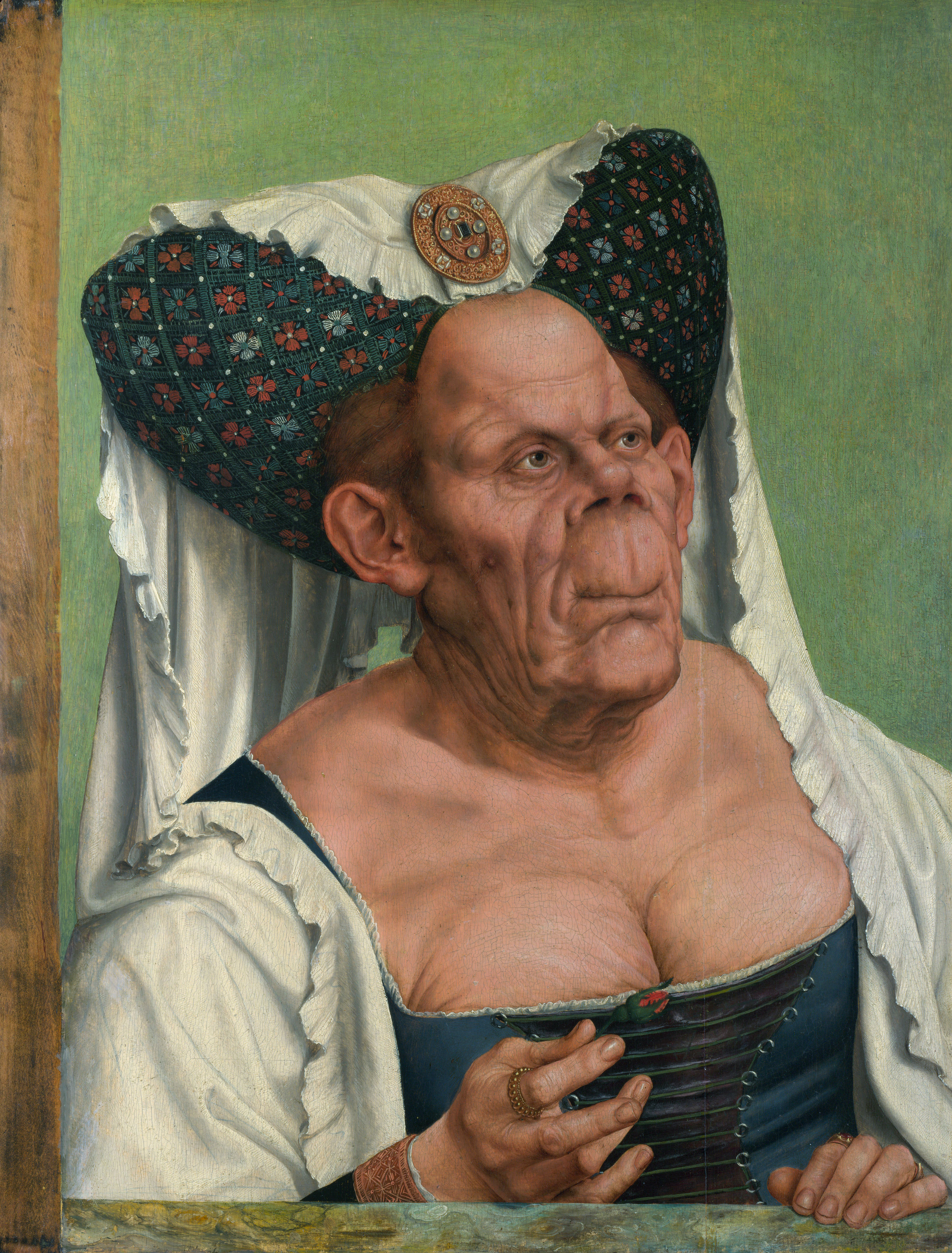
Una grotesca dona vella, per Quentin Matsys (1525-30). Oli en fusta, National Gallery, Londres

Quentin Matsys, el nom del qual també és conegut com a Quinten o Kwinten i el seu cognom Massys, Metsys o Matsijs (Lovaina, 1466 - 1530), era un pintor de la tradició flamenca i fundador de l'Escola d'Anvers.
Durant la major part del segle xv, els centres de pintors dels Països Baixos eren Tournai, Bruges, Gant i Brussel·les. Lovaina va guanyar importància a la fi d'aquest període. Matsys fou un dels pintors més notables de la Lovaina de l'època.
Hi ha una llegenda que diu que Matsys es va fer pintor per fer feliç al pare d'una noia del que s'havia enamorat, però la versió més verídica és la que diu que va heretar el taller de pintura del seu pare, que era constructor de rellotges i arquitecte.
No se sap qui va ser el seu mestre, però sembla que el seu estil deriva de les lliçons de Dirk Bouts, que portà a Lovaina la influència de Memling i de Van der Weyden. Quan Matsys va anar a Anvers quan tenia 25 anys, el seu estil va contribuir a fer reviure l'art flamenc, basant-se en Van Eyck i Van der Weyden.
Massys cultivà la temàtica religiosa i el retrat. Les primeres obres no s'han datat, com La verge amb el Nen (Museus Reals de Belles Arts, de Brussel·les) i Crist presentat la poble (Museu del Prado, de Madrid), mostrant la influència dels primitius flamencs en la intensitat del sentiment religió, sumptuositat cromàtica i minuciositat en el detall.
En obres posteriors, sobretot en els retrats i escenes quotidianes, Massys s'esforça per representar els seus models en les seves accions característiques.
A El canvista i la seva dona (1514, Museu del Louvre, París), el conflicte insinuat subtilment entre avarícia i oració es representa en la parella que, a la vegada, il·lustra la introducció d'una nova satírica en les seves pintures.
Altres dels seus retrats, sobretot el Retrat d'ancià (1517, Museu Jacquemant-André, de París) mostren la influència de Leonardo da Vinci en les seves fisonomies molt honestes i quelcom grotesques.
De la seva última etapa, La duquessa lletja (c.1525, National Gallery de Londres porta el seu estil satíric a les seves últimes conseqüències, encara que no sigui el retrat d'una persona real sinó una il·lustració per l'obra d'Erasme de Rotterdam L'Elogi de la bogeria. Feu un retrat d'Erasme, que ara està al Palau Barberini, a Roma.
Altres obres destacables són: Vella tocant-se els cabells (Museu del Prado), Els Hipòcrites (Palazzo Doria-Pamphili, Roma) i una famosa pintura realitzada juntament amb el paisatgista Patinir: Les temptacions de Sant Antoni (Museu del Prado).

## Galeria d'obres

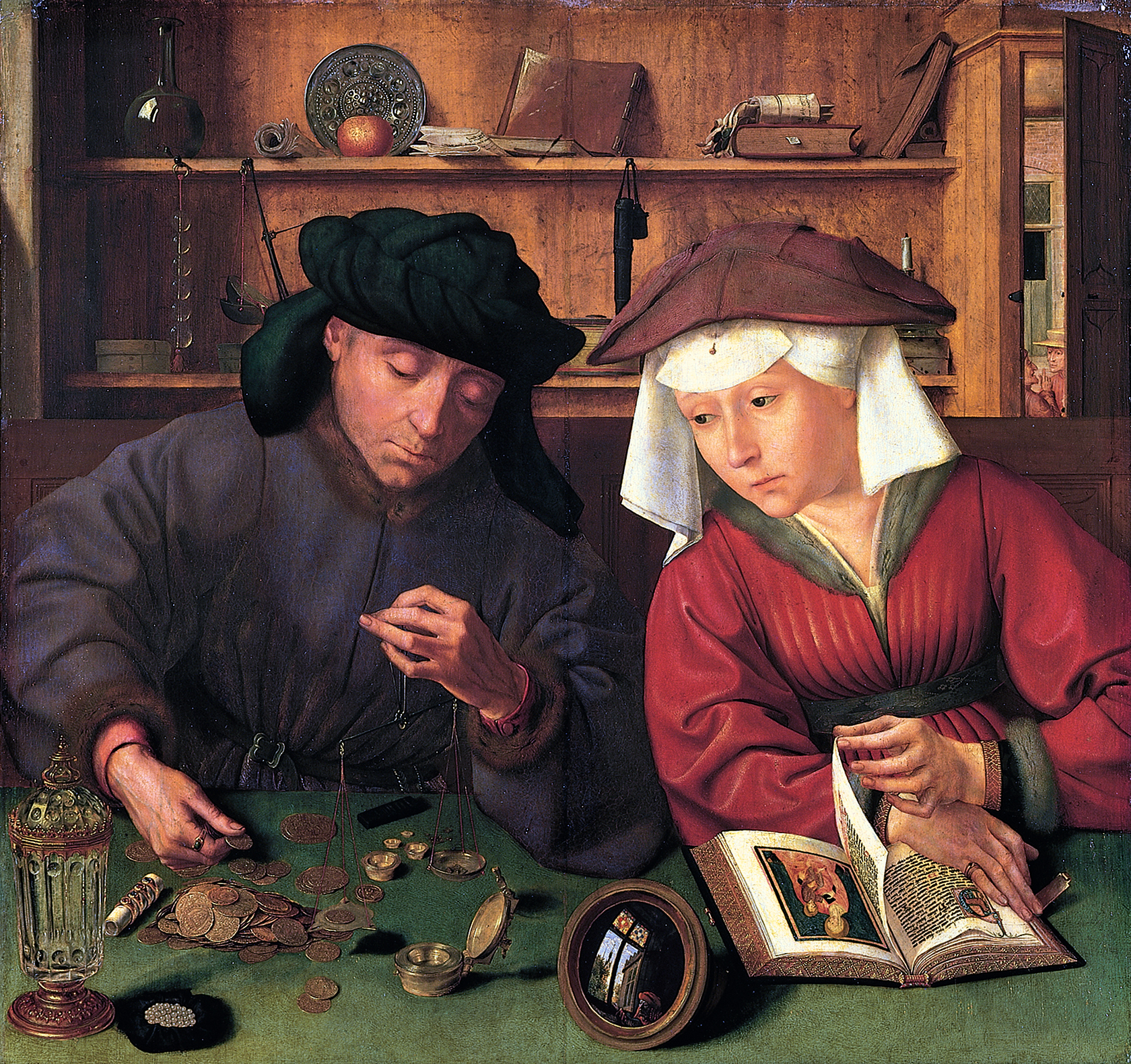
El canvista i la seva dona, 1514 (Louvre de París)
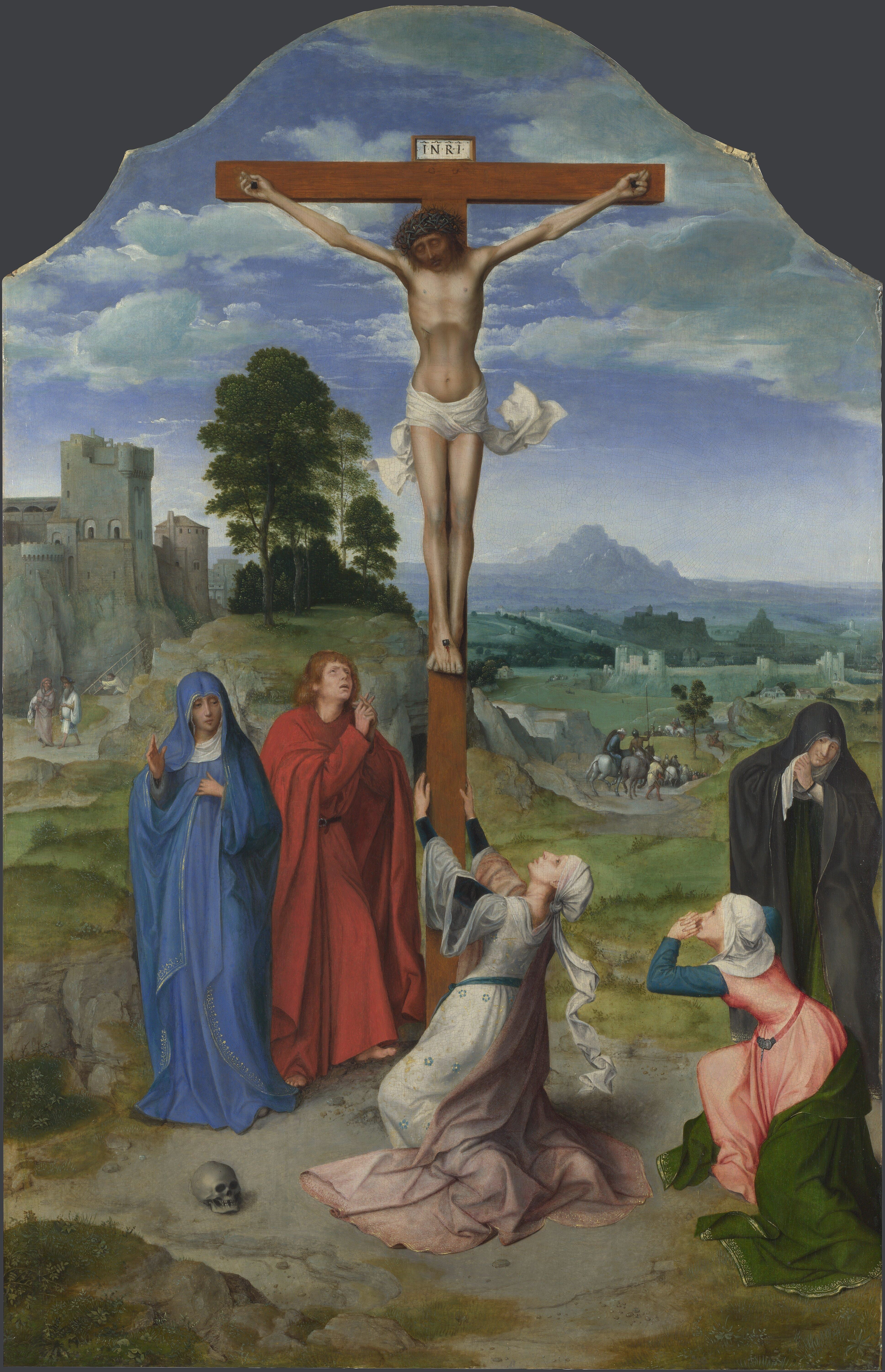
La Crucifixió, després de 1515 (National Gallery de Londres)
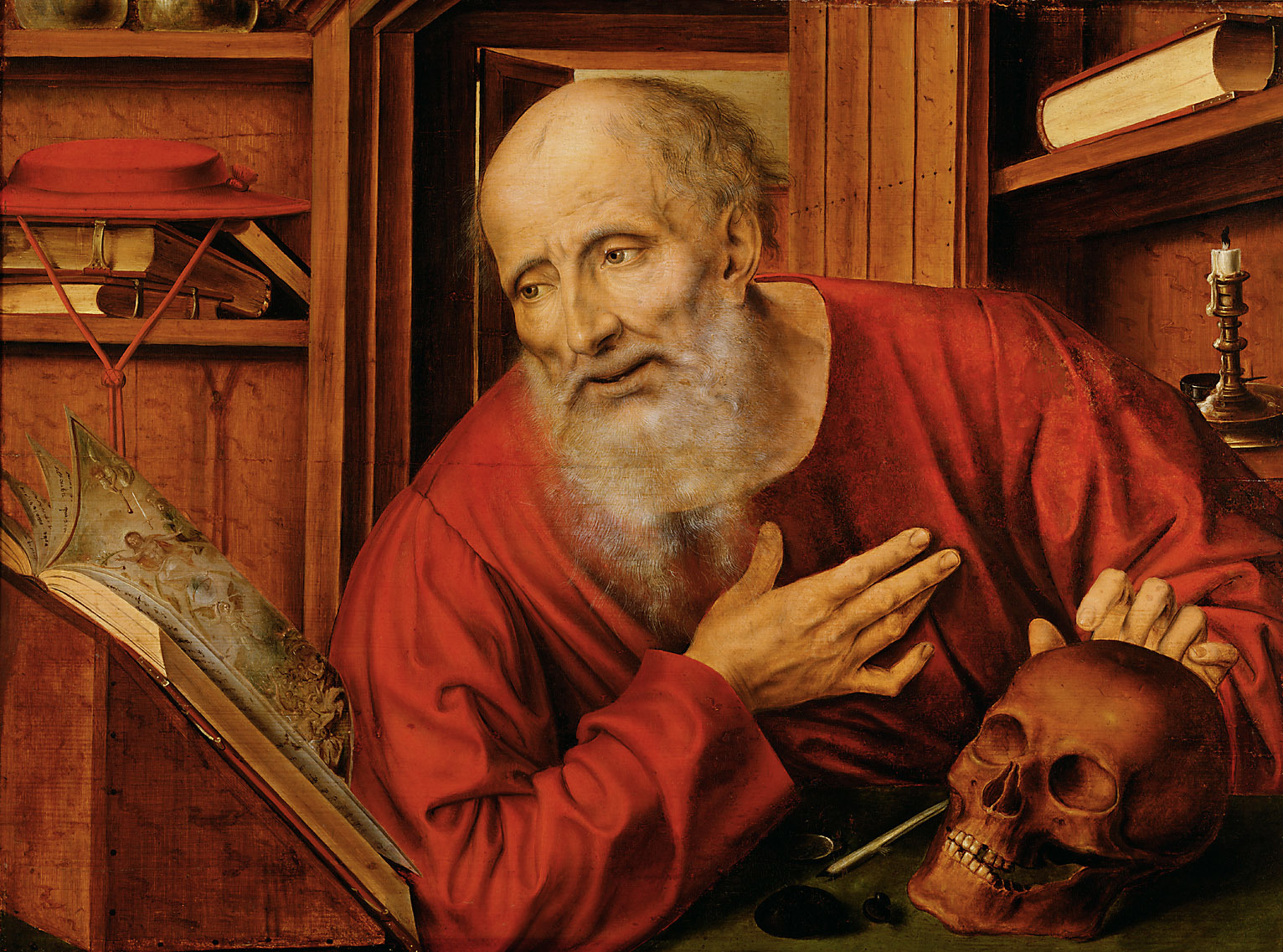
Sant Jeroni (Kunsthistorisches Museum, Viena)
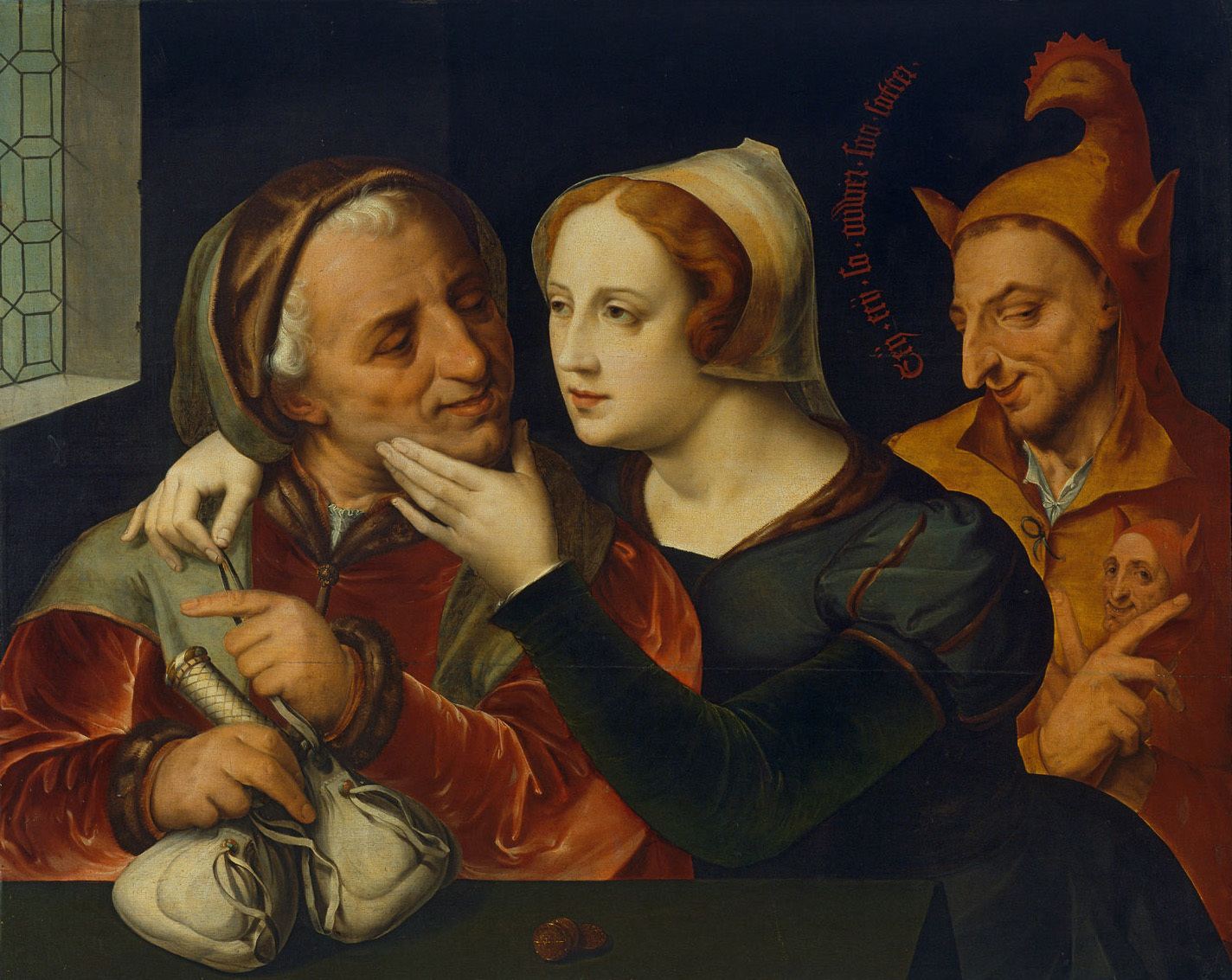
Parella desigual o per interès (Kunsthistorisches Museum, Viena)
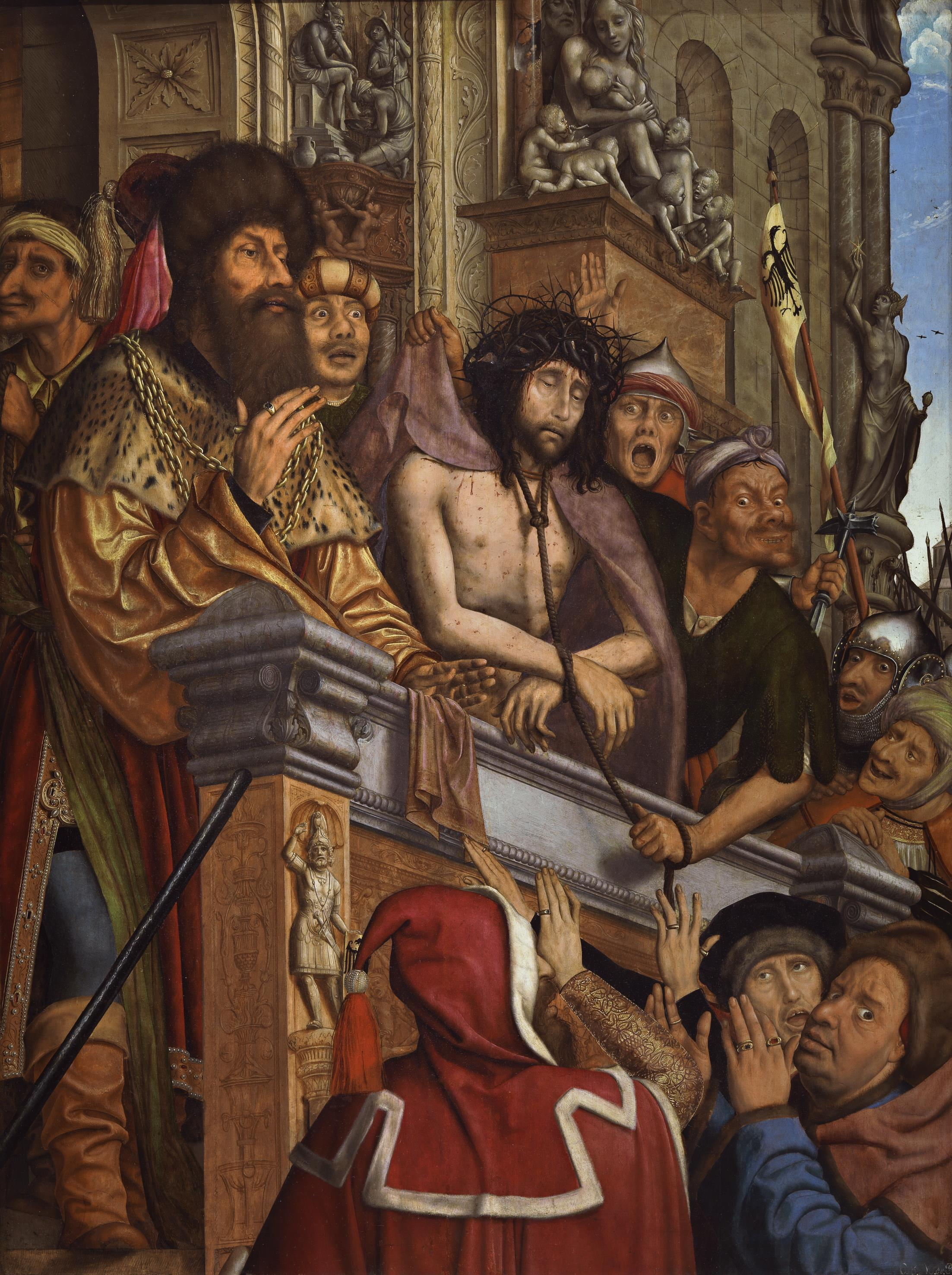
Crist presentat al poble, v. 1515 (Museo del Prado, Madrid)
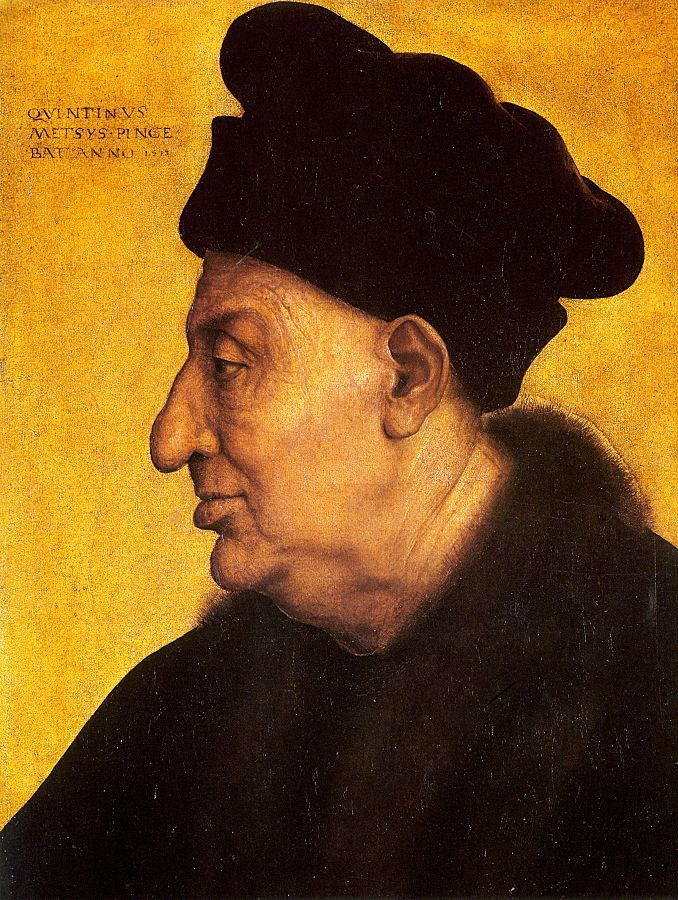
Retrat d'un vell, 1517 (Museu Jacquemart-André, París)
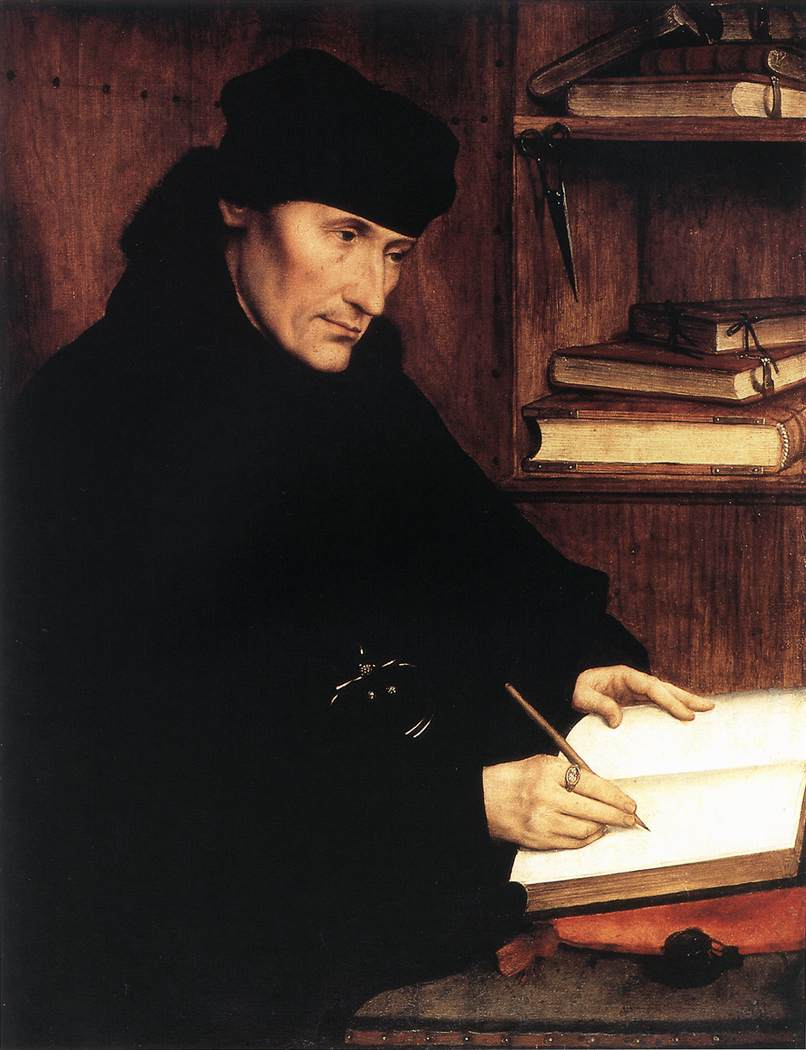
Erasme de Rotterdam, 1517 (Palau Barberini, Roma, Galeria Nacional d'Art Antic)
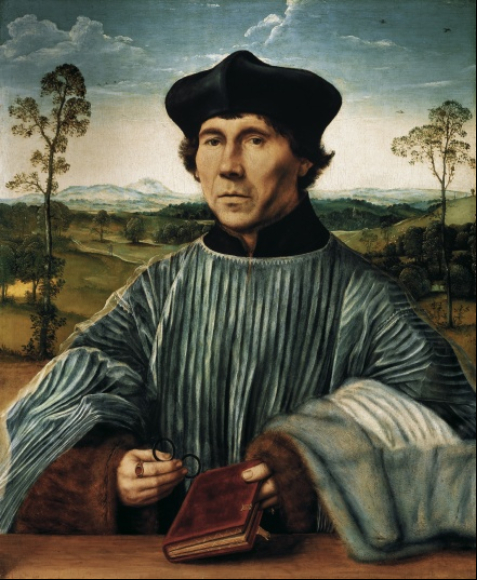
Retrat del canònic Stephan Gardiner (Museu Liechtenstein, Viena)
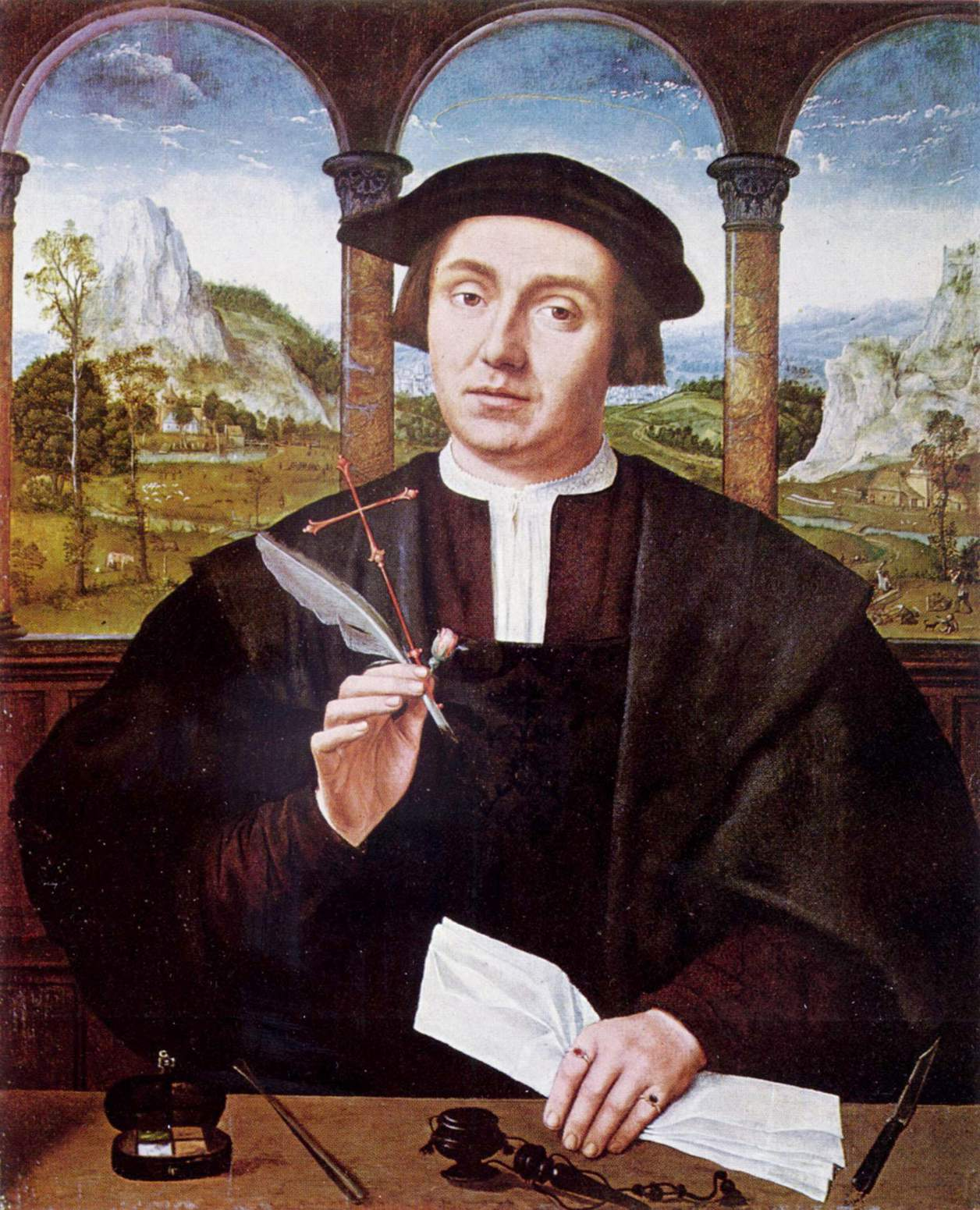
Retrat d'un notari (Galeria Nacional d'Escòcia, Edimburg)
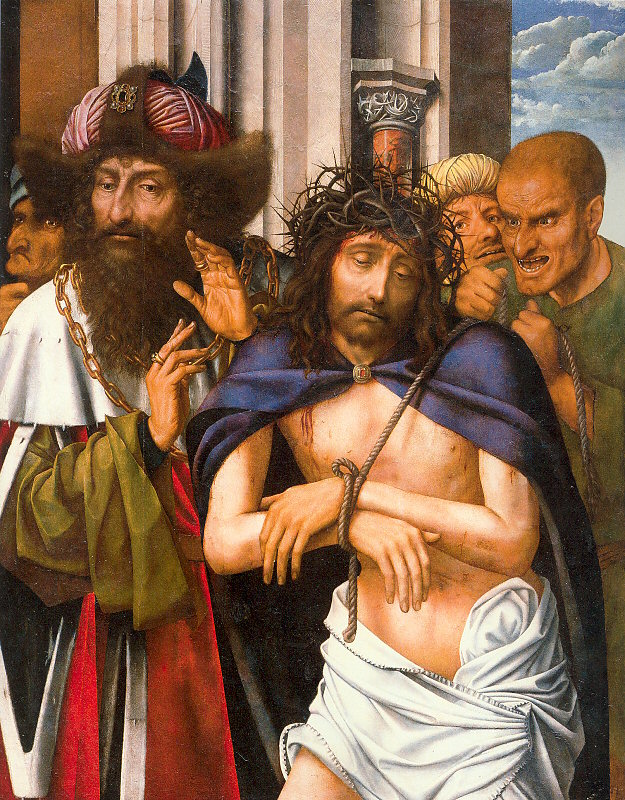
Ecce Homo, 1520 (Palau Ducal de Venècia)
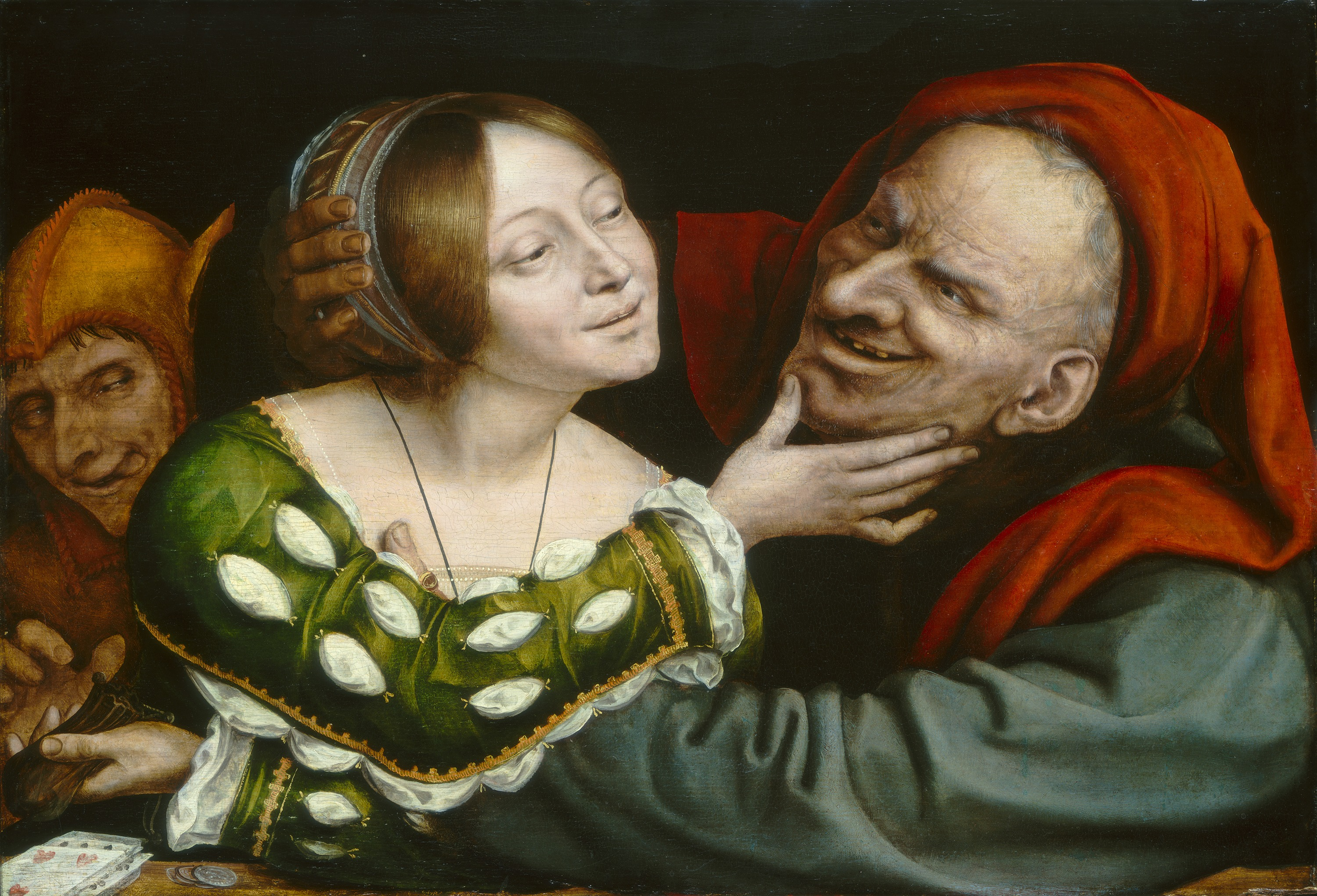
Parella desigual, v. 1520-25 (National Gallery de Washington)
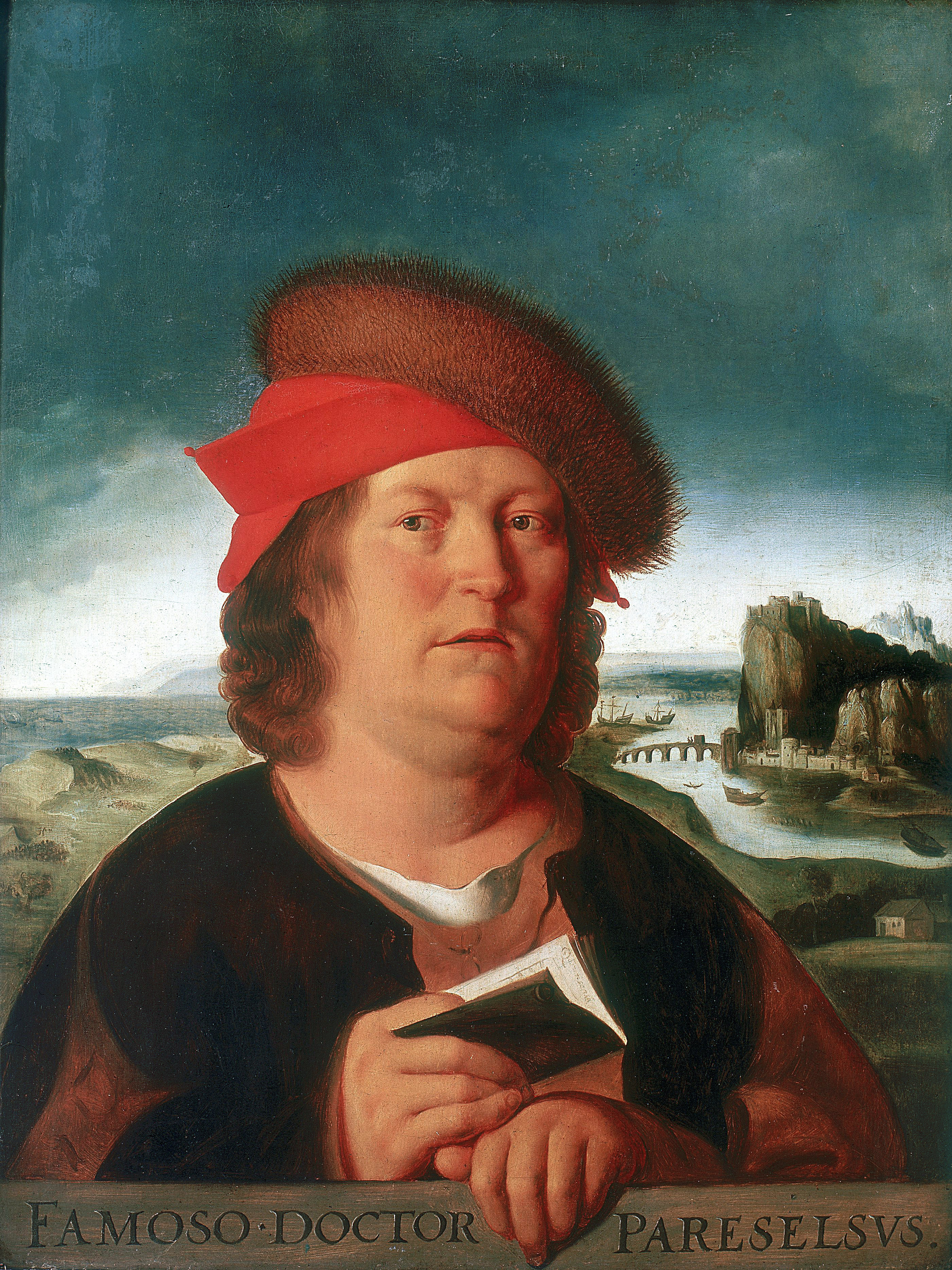
Retrat de Paracels
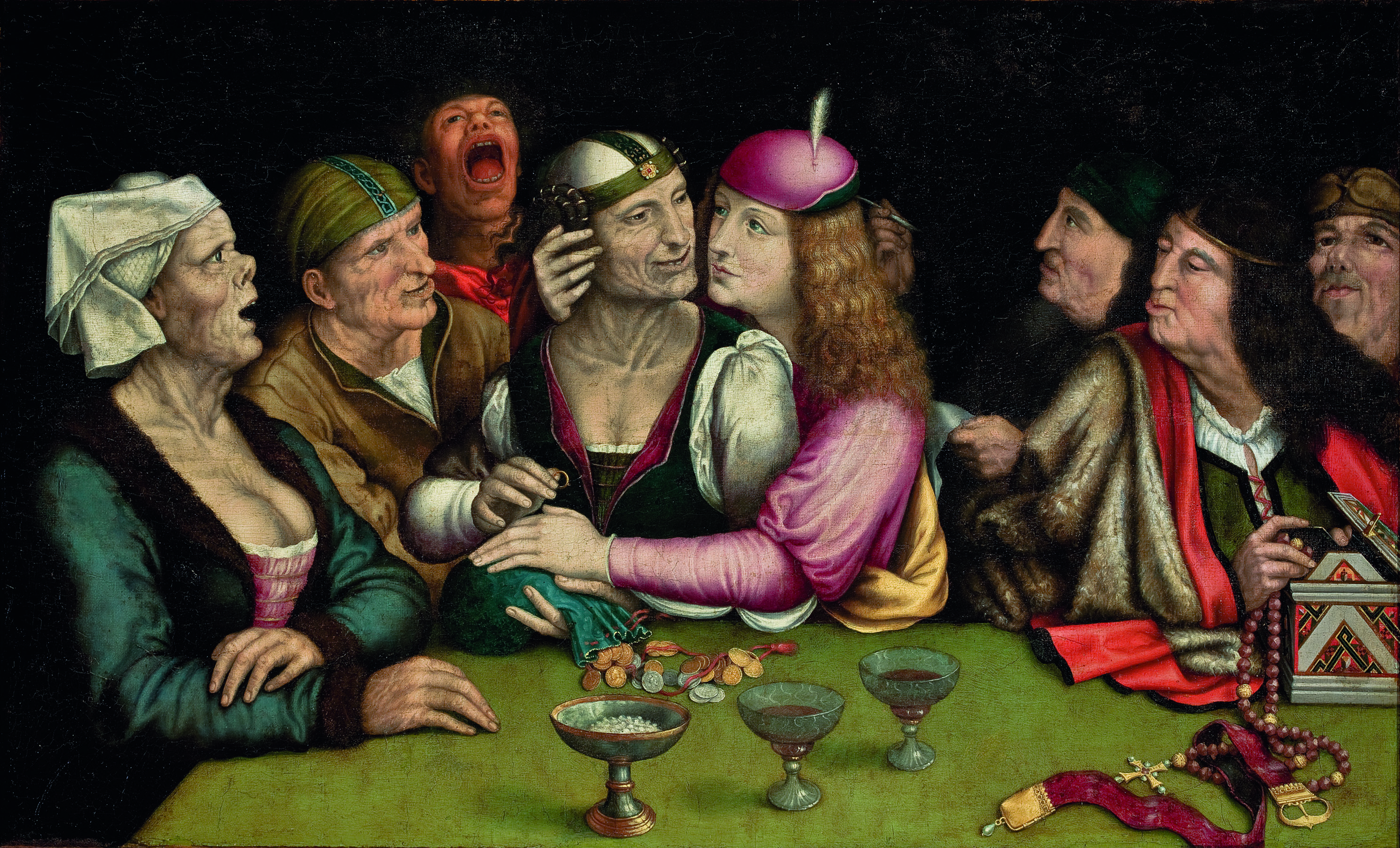
El casament desigual (MASP, Sao Paulo)

## Música
El compositor belga León Jouret va escriure una òpera amb el nom d'aquest artista.